# Justicia japonica
Justicia japonica là một loài thực vật có hoa trong họ Ô rô. Loài này được Thunb. mô tả khoa học đầu tiên năm 1784.

## Hình ảnh

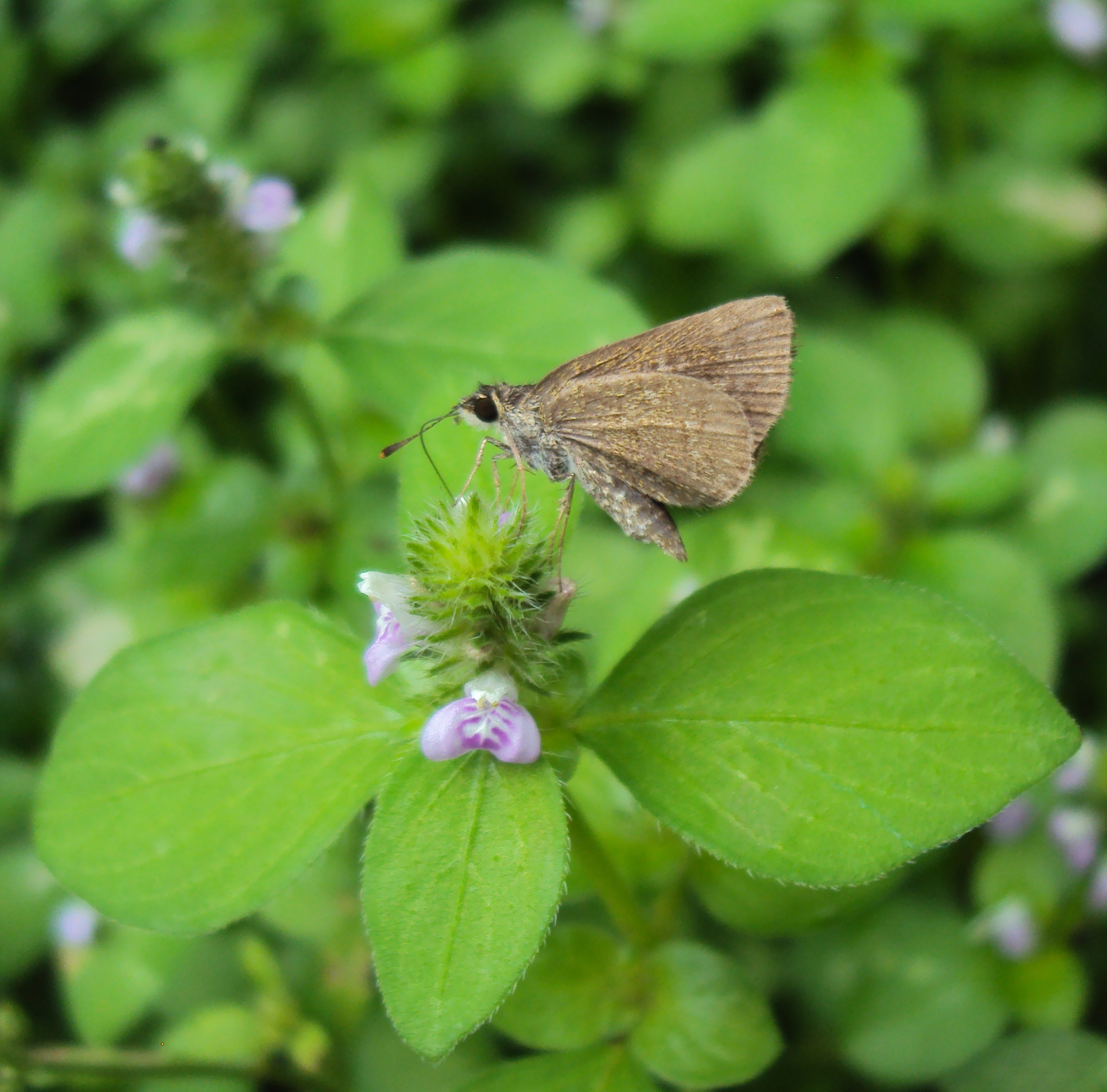
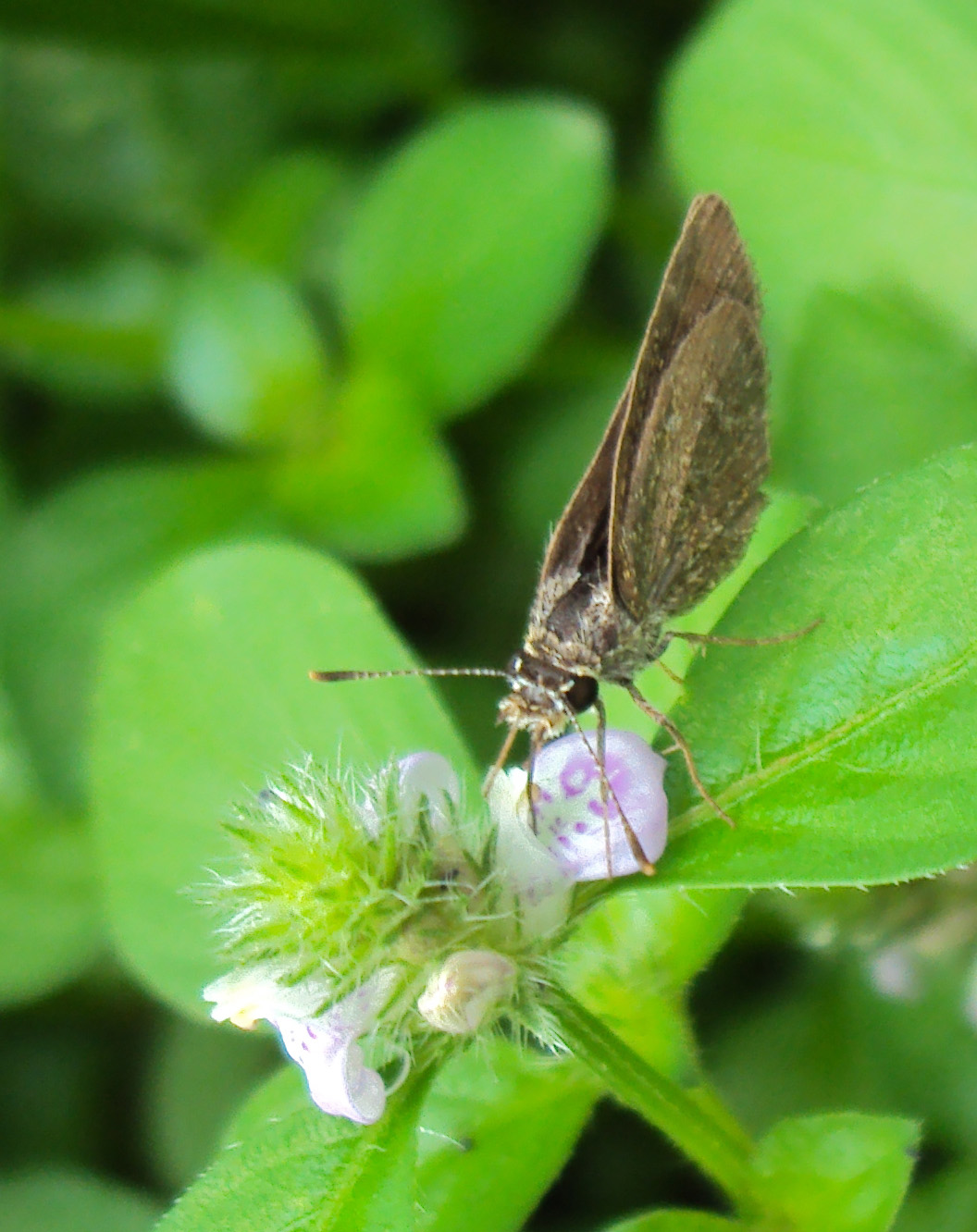
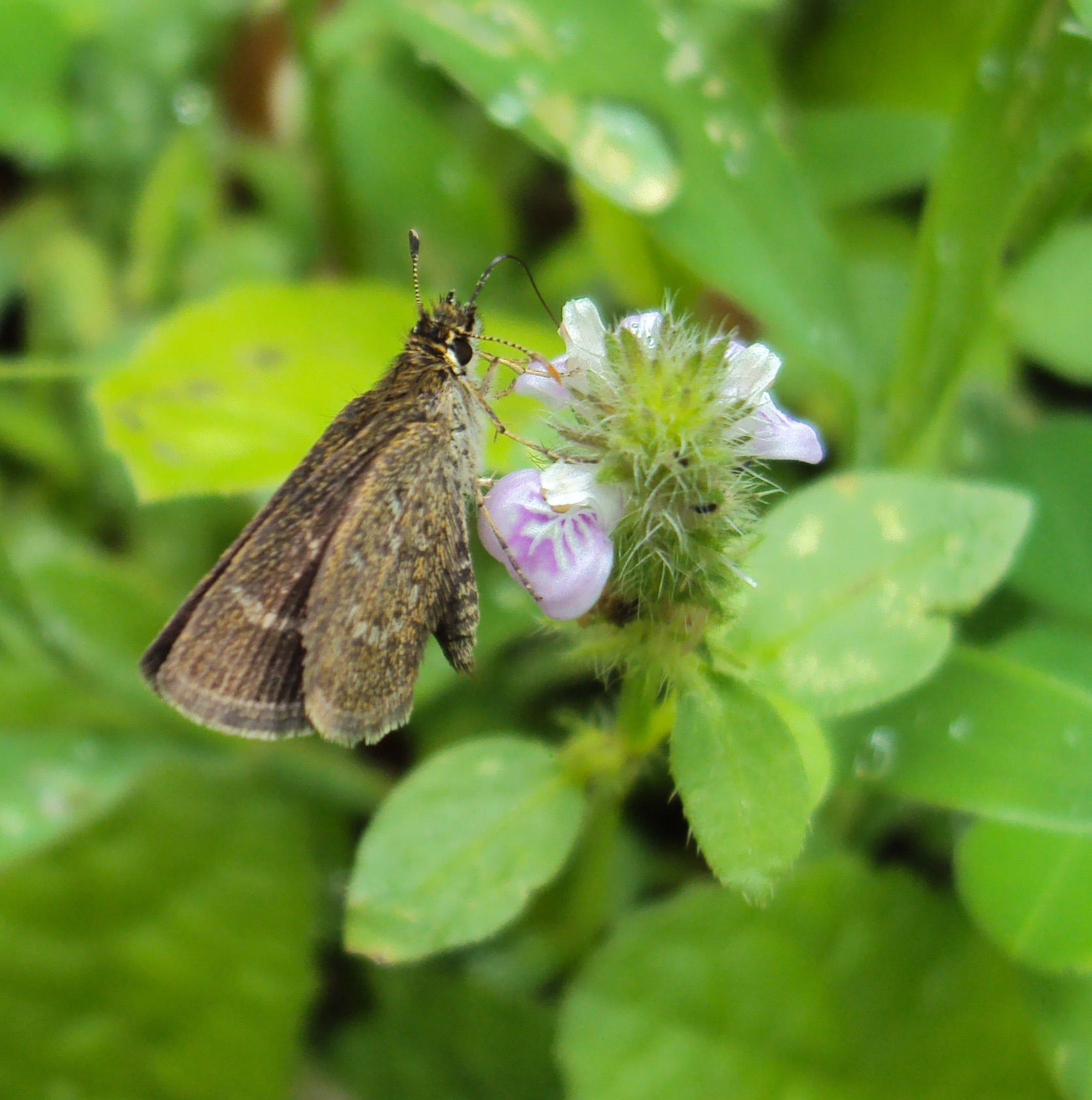
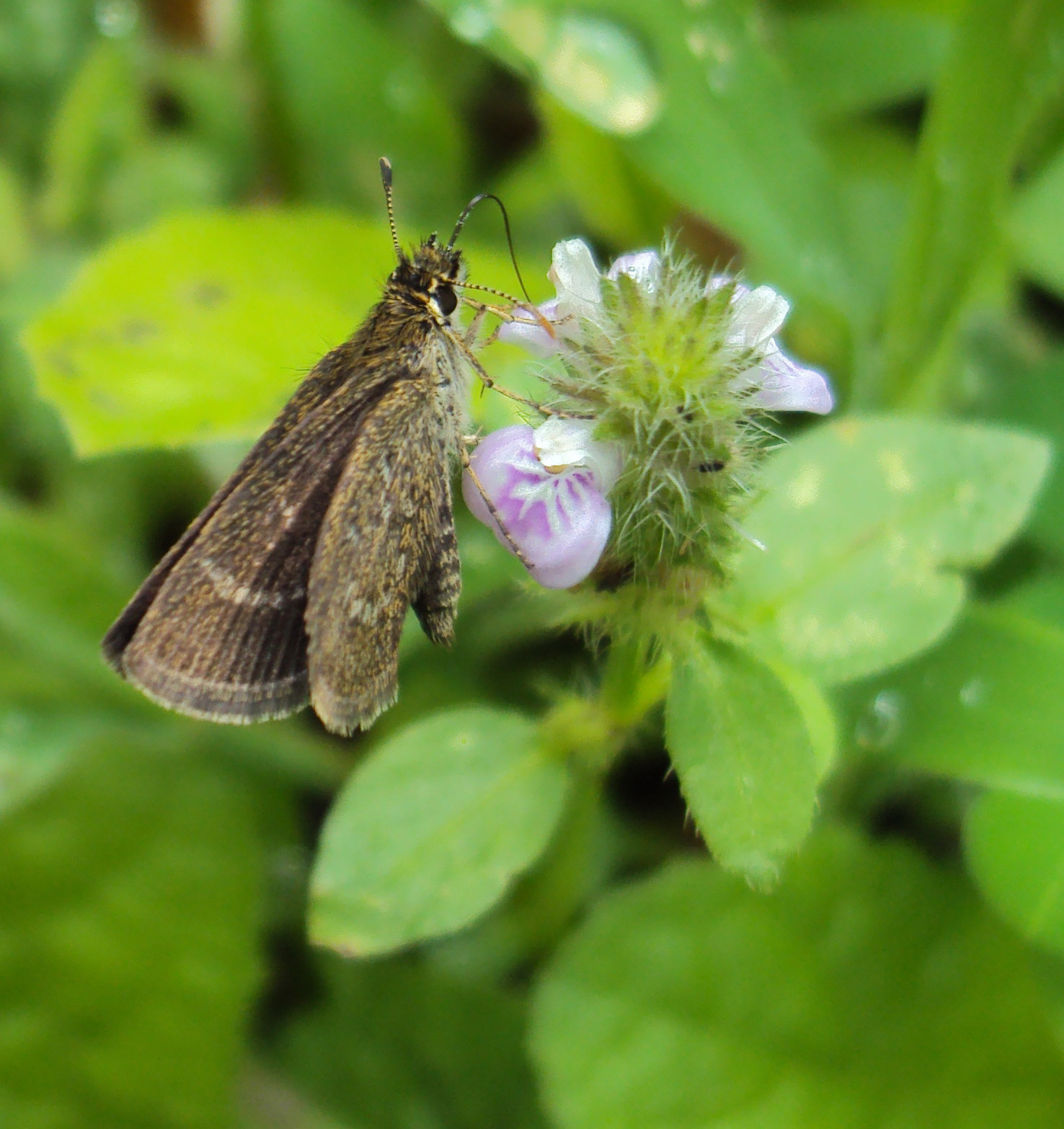